# Transporte en la República Centroafricana
A continuación se presentan los sistemas de transporte existentes en la República Centroafricana.

## Ferrocarriles
No posee

### Propuestas
Se ha propuesto una línea ferroviaria desde el puerto camerunés de Kribi hasta Bangui.

## Países adyacentes
- Chad
- Camerún
- República Democrática del Congo
- República del Congo
- Sudán

## Autopistas y carreteras
- Total: 23,810 km
- Pavimentado: 643 km
- Sin pavimentar: 23,167 km (estimado, 1999)

Las principales rutas son:
- Route Nationale RN1 al norte desde Bangui. 482 km a través de Bossangoa hasta Moundou, Chad.
- RN2 al este desde Bangui. 1202 km vía Bambari y Bangassou hasta el límite sudanés en Bambouti.
- RN3 al oeste de la RN1 en Bossembélé. 453 km vía Bouar y Baboua hasta Boulai en el límite camerunés como parte de la Autopista Trans-Africana que transcurre de este a oeste entre Lagos y Mombasa.
- RN4 desde la RN2 en Damara. 76 km al norte de Bangui, 554 km al norte vía Bouca y Batangafo hasta Sarh, Chad.
- RN6 al suroeste desde Bangui. 605 km vía Mbaïki, Carnot y Berbérati hasta Gamboula en el límite con Camerún.
- RN8 al noreste de la RN2 en Sibut. 23 km vía Kaga Bandoro, Ndéle, y Birao hasta el límite con Sudán.
- RN10 al sur de la RN6 en Berbérati. 136 km vía Bania hasta Nola.
- RN11 desde Baoro en la RN3 al sur. 104 km hasta Carnot en la RN6.

Las rutas al oeste hacia Sudán, y al norte hacia Chad están en pobres condiciones de mantención.

## Vías navegables
900 km. Obangui es el río más importante, navegable durante todo el año.

## Puertos y bahías
Los principales puertos de la República Centroafricana son: Bangui, Nola, Salo, y Nzinga.

## Aeropuertos
Según datos de 2002, en la República Centroafricana existían 50 aeropuertos.

### Aeropuertos con pistas pavimentadas
- Total: 3 (2002)
- 2.438 a 3.047 m: 1 (2002)
- 1.524 a 2.437 m: 2 (2002)

El principal aeropuerto es el Aeropuerto Internacional Bangui M’Poko.

### Aeropuertos con pistas no pavimentadas
- Total: 47 (2002)
- 2.438 a 3.047 m: 1 (2002)
- 1.524 a 2.437 m: 10 (2002)
- 914 a 1.523 m: 23 (2002)
- Menos de 914 m: 13 (2002)